# Olov Isaksson
Olov Isaksson född 14 juni 1931 i Kalix, död i januari 1998, var en svensk etnolog och museiman.
Olov Isaksson växte upp i Kalix och i Gammelstad i Luleå som den yngre av två söner till predikanten i Evangeliska Fosterlandsstiftelsen Otto Isaksson (1886–1945) och sjuksköterskan Hildur Nordqvist (1895–1968). Folke Isaksson var hans bror.
Olov Isaksson disputerade 1967 i etnologi på en avhandling om bystämmoinstitutionen.
Han var chef för Sundsvalls museum till 1967, och därefter chef för Statens historiska museum i Stockholm till 1988.
Han var gift med Britt Isaksson.